# Малаїта Кінгз
Футбольний клуб «Малаїта Кінгз» (англ. Malaita Kingz Football Club) — соломонський футбольний клуб з міста Хоніара. Клуб був заснований у 1990 році, та до 2021 року грав у Телеком С-Лізі, найвищому футбольному дивізіоні країни. У 2021 році клуб невдало виступив у чемпіонаті, та вибув із найвищого дивізіону соломонського футболу. Клуб проводить матчі на стадіоні «Лоусон Тама» в Хоніарі місткістю 22 тисячі глядачів. Станом на 2024 рік «Малаїта Кінгз» жодного разу не ставав чемпіоном Соломонових Островів.